# 夏利法斯鎮足球會
夏利法斯鎮足球會（英語： 或 FC Halifax Town），是位於英格蘭西约克郡科爾德河谷（Calderdale）哈利法克斯（Halifax）的足球俱乐部，現時在英格蘭足球聯賽系統第五級的英格蘭足球議會全國聯賽參賽。球隊是於2008年解散的哈利法克斯镇足球俱乐部（Halifax Town A.F.C.）的後續球隊。

## 歷史

### 組成
沉重的欠稅埋沒了百年老店哈利法克斯镇。
2008年3月14日球會申請進入財務接管，財務托管人罗德·萨德勒（Rod Sadler）安排在5月7日舉行債務人會議，建議每英鎊債款償付2.5便士以達成「公司自願協議」（Company Voluntary Arrangement），一次過消除總數超過200萬英鎊的負債，並由新財圑接手營運。由於稅務海關總署拒絕接納償付建議，哈利法克斯镇被推向破產邊沿，雖然球隊以第二十位結束球季，距離降級區域3分，但仍被罰降三級，來季要在第八級的北部超級聯賽甲組北作賽。球隊向英格蘭足球總會上訴要求留在英格蘭足球議會聯賽的北部聯，但被駁回。
隨著哈利法克斯镇在夏季被清盤而從此消失，原球會的三名董事包括大卫·博索姆沃思（David Bosomworth）、斯图尔特·比確（Stuart Peacock）和鲍比·哈姆（Bobby Ham）重組球隊，以「FC哈利法克斯镇」（FC Halifax Town）為名，獲得北部超級聯賽接納參賽。

### 主場三十場不敗紀錄
哈利法克斯镇自2009年4月18日橫跨三個球季直至2010年11月20日在主場沙伊球场（The Shay）創下三十場賽事不敗紀錄。紀錄始於令人失望的2008/09年球季，球隊於季末以1-2負於阿什頓（Curzon Ashton），讓對手取得附加賽最後一個參賽席位，而己隊僅以第8位結束球季。
2009/10年球季哈利法克斯镇在主場取得18勝3和佳績，以總成績100分及108個入球贏得北部超級聯賽甲組北的冠軍錦標。翌季季初球隊成績並不理想，主場不敗成績似乎即將結束，但隨著左、右後衛丹尼·洛韦（Danny Lowe）和亚伦·哈迪（Aaron Hardy）以及明星前鋒詹姆斯·迪恩（James Dean）傷癒復出，球隊成績突飛猛進，並進佔榜首席位。「沙伊人」（Shaymen）的不敗紀錄最終在2010年11月20日劃上句號，球隊以0-2負於费利比北联（North Ferriby United），但哈利法克斯镇仍然在球季結束取得聯賽賽冠軍，連續兩年升班到英格蘭足球議會北部聯賽。

#### 歷程
| 日期           | 對賽球隊                                       | 賽果   |
| -------------- | ---------------------------------------------- | ------ |
| 2009年4月18日  | 特拉福德（Trafford）                           | 和 2–2 |
| 2009年8月18日  | 瓦林顿镇（Warrington Town）                    | 勝 4–1 |
| 2009年8月22日  | 特拉福德（Trafford）                           | 勝 2–0 |
| 2009年8月31日  | 佳福斯镇（Garforth Town）                      | 勝 1–0 |
| 2009年9月19日  | 莱治格内西斯（Leigh Genesis）                  | 勝 3–1 |
| 2009年9月29日  | 阿什頓（Curzon Ashton）                        | 勝 1–0 |
| 2009年11月10日 | 菲尔德（AFC Fylde）                            | 勝 3–0 |
| 2009年11月28日 | 伍德利（Woodley Sports）                       | 勝 2–1 |
| 2009年12月12日 | 萨尔福特城（Salford City）                     | 勝 6–1 |
| 2009年12月15日 | 维克菲尔德（Wakefield）                        | 和 1–1 |
| 2010年91月19日 | 班巴布利治（Bamber Bridge）                    | 勝 4–1 |
| 2010年2月13日  | 哈罗盖特铁路竞技（Harrogate Railway Athletic） | 勝 3–0 |
| 2010年2月20日  | 莫斯莱（Mossley）                              | 勝 4–2 |
| 2010年2月23日  | 罗塞恩达尔联（Rossendale United）              | 勝 2–0 |
| 2010年3月2日   | 奥斯特艾比安（Ossett Albion）                  | 勝 5–0 |

| 日期           | 對賽球隊                               | 賽果   |
| -------------- | -------------------------------------- | ------ |
| 2010年3月6日   | 佩雷斯科（Prescot Cables）             | 勝 3–0 |
| 2010年3月13日  | 科尔温湾（Colwyn Bay）                 | 勝 3–0 |
| 2010年4月2日   | 乔勒伊（Chorley）                      | 勝 1–0 |
| 2010年4月10日  | 兰卡斯特城（Lancaster City）           | 勝 4–0 |
| 2010年4月15日  | 雷德利费（Radcliffe Borough）          | 勝 2–1 |
| 2010年4月20日  | 凱利瑟羅（Clitheroe）                  | 和 2–2 |
| 2010年4月24日  | 斯科梅达（Skelmersdale United）        | 和 1–1 |
| 2010年8月21日  | 布顿（Buxton）                         | 勝 2–1 |
| 2010年8月30日  | 科尔温湾（Colwyn Bay）                 | 和 1–1 |
| 2010年9月7日   | 诺斯维奇维多利亚（Northwich Victoria） | 和 1–1 |
| 2010年9月18日  | 惠特比镇（Whitby Town）                | 勝 5–1 |
| 2010年9月28日  | 哈科纳尔（Hucknall Town）              | 勝 4–0 |
| 2010年10月19日 | 布拉德福德公园（Bradford Park Avenue） | 勝 1–0 |
| 2010年10月26日 | 伯斯可（Burscough）                    | 勝 3–2 |
| 2010年11月13日 | 雷特福德联（Retford United）           | 勝 3–0 |

| 賽 | 勝 | 和 | 負 | 入 | 失 | 分 |
| -- | -- | -- | -- | -- | -- | -- |
| 30 | 24 | 6  | 0  | 79 | 20 | 78 |

## 敵對球隊
根據2003年進行的一項調查，哈利法克斯镇的三大敵對球隊是：
- 羅奇代爾
- 哈德斯菲爾德

其他敵對球隊還包括、和約克城。

## 榮譽
- 英格蘭足球議會北部聯賽：
  - 附加賽冠軍：2012/13年；
- 英格蘭足總盃：
  - 第一圈：2011/12年、2013/14年；
- 英格蘭北部超級聯賽超聯組：
  - 冠軍：2010/11年；
- 英格蘭北部超級聯賽甲組北：
  - 冠軍：2009/10年；
- 西瑞丁县盃（West Riding County Cup）：
  - 冠軍：2012/13年；

## 外部連結
- 官方网站
- ShaymenOnline.org (statistics archive)